# Partido Comunista Brasileiro
Der Partido Comunista Brasileiro (PCB, deutsch Brasilianische Kommunistische Partei) ist eine brasilianische kommunistische politische Partei.
Die Partei entstand aus der am 25. März 1922 gegründeten Partido Comunista do Brasil, welche zu ihrer Gründung die Abkürzung PCB führte. Im Anschluss an den 20. Parteitag der Kommunistischen Partei der Sowjetunion (KPdSU) entstanden Uneinigkeiten innerhalb der Partei über den korrekten Kurs. Während der Teil, welcher sich fortan als Partido Comunista Brasileiro bezeichnen und als PCB abkürzen sollte, den von der KPdSU eingeschlagenen Weg der Entstalinisierung mittrug und somit einen legalistischen Ansatz verfolgte, wurde dies von dem anderen Teil, welcher den Namen Partido Comunista do Brasil weiterführte, jedoch hierfür das Akronym PCdoB einführte, als Reformismus kritisiert.
Während der PCdoB aktuell die Regierung des Partido dos Trabalhadores (PT) mitträgt, verfolgt der PCB einen oppositionellen Kurs und tritt bei Wahlen bisweilen mit dem Partido Socialismo e Liberdade (PSOL) und dem Partido Socialista dos Trabalhadores Unificado (PSTU), zwei weiteren sozialistischen, partiell trotzkistisch geprägten Parteien, als Frente da Esquerda (Linksfront) an. Dieses Wahlbündnis erzielte bei verschiedenen nationalen Wahlen für den Kongress, den Senat und das Präsidentenamt bis zu knapp 7 % (Ergebnis der Präsidentschaftskandidatin Heloísa Helena bei den Wahlen 2006).